# اوله اولسن (ورزشکار)
اوله اولسن (انگلیسی: Ole Olsen; ۷ ژوئن ۱۸۶۹ – ۷ سپتامبر ۱۹۴۴) ورزشکار ورزش تیراندازی اهل دانمارک بود.
وی در مسابقات کشوری و بین‌المللی در مجموع برندهٔ ۱ مدال برنز شده‌است.